# 다이몬역 (아이치현)
다이몬역(일본어: 大門駅, だいもんえき)은 일본 아이치현 오카자키시에 있는 아이치 환상 철도선의 역이다. 역 번호는 05이다.

## 역 구조
단선 승강장 1면 1선의 고가역이다. 승강장은 과거 신조코로모 역과 같이 복선용 고가 노반의 동쪽을 이용해서 설치되었다.
창구의 영업 시간은 7:10 ~ 12:00,14:30 ~ 19:20으로 창구 옆에는 자동 매표기도 설치되어 있다.

## 역 주변
주변은 주택지이다. 국도 제248호선과 아이치 현도 26호 오카자키 순환선이 부근을 달리고 있으며, 연도에는 상업 시설이 즐비하고 있다.
- 도미 다이주지점
- 야마나카 아르떼 오카자키키타점
- 다이주지

## 역사
- 1988년 1월 31일: 영업 개시.

## 인접역
| 아이치 환상 철도 ■ 아이치 환상 철도선 | 아이치 환상 철도 ■ 아이치 환상 철도선 | 아이치 환상 철도 ■ 아이치 환상 철도선 |
| ------------------------------------- | ------------------------------------- | ------------------------------------- |
| 04 기타오카자키 오카자키 방면         |                                       | 기타노마스즈카 06 고조지 방면         |